# Бируков, Александр Степанович
Александр Степанович Бируков (2 (13) июня 1772 — 31 мая (12 июня) 1844) — цензор Петербургского цензурного комитета, член Главного цензурного комитета в 1820-х годах. Цензурировал произведения А. С. Пушкина, литературные альманахи («Полярная звезда», «Северные цветы») и др. За свою придирчивость был постоянным объектом эпиграмм и насмешек, его имя часто употребляли как нарицательное для обозначения непреклонного тупого цензора.

## Биография

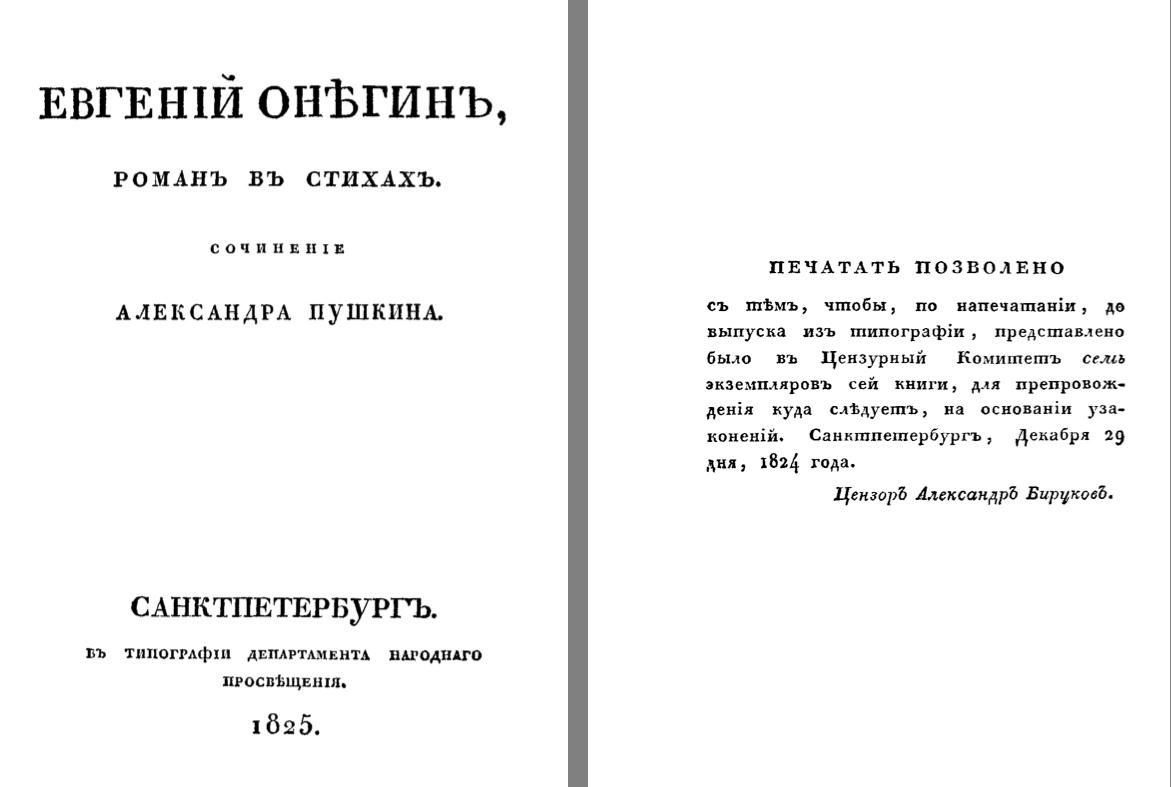
«Евгений Онегин». 1825 год.
Печатать позволено с тем, чтобы, по напечатании представлено было в Цензурный Комитет семь экземпляров сей книги, для препровождения куда следует.
Цензор Александр Бируков

Родился 2 (13) июня 1772 года. С 1791 года преподавал в Харьковском коллегиуме. С 1794 года — магистр логики и красноречия в Харьковском казённом училище. Работал в Министерстве народного просвещения: с 1803 года экспедитор по учёной экспедиции в Главном правлении училищ, с 1817 года — в Департаменте народного просвещения; был начальником первого отделения Главного правления училищ. Согласно цензурному уставу 1804 года, в ведении Министерства народного просвещения также находилась цензура. В дополнение к обязанностям в Департаменте народного просвещения, со 2 (14) апреля 1821 года Бируков стал цензором Петербургского цензурного комитета. В 1826 году, после выхода нового цензурного устава, петербургский комитет стал называться Главным цензурным комитетом и А. С. Бируков был его членом с 4 (16) августа 1826 года по 11 (23) мая 1827 года.
Умер в чине действительного статского советника 31 мая (12 июня) 1844 года; похоронен на Смоленском православном кладбище.

## Вольное общество любителей словесности, наук и художеств
4 (16) июля 1812 года, после ознакомления Вольного общества с написанным Бируковым переводом сочинения Квинтиллиана «О воспитании оратора», он был избран действительным членом Вольного общества любителей словесности, наук и художеств. 16 (28) августа стал секретарём Вольного общества и членом комитета издателей. Занимался переводами с латыни, переводил Горация, Катулла, Тибулла, Тита Ливия, Квинтиллиана и др. В издававшемся Обществом в 1812 году «Санктпетербургском вестнике» были опубликованы переводы Бирукова:
Ливий Т. Речь Сципиона к своим воинам.
Квинтилиан М. Ф. Лучше ли воспитывать детей дома или в училищах?
Ливий Т. Речь Аннибала к его воинам.
Ливий Т. Речь Фабия Максима к Емилию.
Гораций. К Меценату.
Ливий Т. Речь Аннибала к П. Сципиону. Ответная речь П. Сципиона.
27 сентября (9 октября) 1823 года, как один из действительных членов, «известных в ученом свете талантами и трудами и состоящих в значительных чинах или на важных государственных постах» был переименован в почётного члена Общества.

## Работа в цензурном комитете
2 (14) апреля 1821 года Александр Бируков стал цензором Петербургского цензурного комитета. С этого дня его имя навсегда вписано в историю русской словесности. Согласно цензурному уставу 1804 года, «ни одна книга или сочинение не должны быть напечатаны в Империи Российской, ни пущены в продажу, не быв прежде рассмотрены цензурой». Фамилия Бирукова напечатана под цензурным разрешением во множестве книг и периодических изданий, вышедших в Санкт-Петербурге в 1820-х годах. Он правил стихи Пушкина и Жуковского, выбрасывал произведения из лучших альманахов и журналов своего времени. Своей трактовкой цензурных правил Бируков доводил до отчаяния подцензурных авторов.

### Отношения с литераторами
Притом, ценсуру помня строгу,

Где был Красовский, Бируков,

Не напишу в стихах: ей-Богу!

И прочих запрещенных слов.
А. Е. Измайлов. Из стихотворения
«Моя исповедь К. С. М.», 1829
В 1822—1824 годах цензура особо следила за тем, чтобы слова, имеющие отношение к сфере сакрального, употреблялись исключительно в религиозном контексте. Иное словоупотребление расценивалось как кощунство. В 1822 году Бируков не дал разрешение на печать «Иванова вечера» Жуковского (перевод баллады Вальтера Скотта «The Eve of St. John» — «Канун святого Джона»). В число причин запрета входили кощунственное сочетание любовной темы с темой Иванова вечера (празднования рождения Иоанна Крестителя) и неподобающее недуховное использование слова «зна́менье» в строке «И ужасное зна́менье в стол возжено!». Стихотворение было опубликовано только в 1824 году. Дозволенным названием стало «Дунканов вечер», в честь несуществующего шотландского праздника. Спорная строка была отредактирована религиозно-нейтрально: «И печать роковая в столе возжена».
Имя Бирукова то и дело мелькает в переписке Пушкина. Александр Бируков был цензором первого издания «Кавказского пленника» (1822). Некоторые строки были подвергнуты цензурным правкам. Большинство изменений, по мнению Пушкина, носили нейтральный характер, но некоторые он принять не мог. Обсуждая с Вяземским второе издание, он надеется восстановить исходный текст:

Не много радостных ей дней
Судьба на долю ниспослала.
Зарезала меня цензура! я не властен сказать, я не должен сказать, я не смею сказать ей дней в конце стиха. Ночей, ночей — ради Христа, ночей Судьба на долю ей послала. То ли дело. Ночей, ибо днем она с ним не видалась — смотри поэму. И чем же ночь неблагопристойнее дня? которые из 24 часов именно противны духу нашей цензуры? Бируков добрый малый, уговори его или я слягу.
— Пушкин — Вяземскому П. А., 14 октября 1823
Кой-что я русского Парнаса

Я не прозаик, не певец,

Я не пятнадцатого класса,

Я цензор — сиречь — я подлец.
Сочинил унтер-офицер Евгений Баратынский с артелью.

Посвящённая Бирукову строфа куплетов «Певцы пятнадцатого класса», 1823
Пушкин адресовал Бирукову два знаменитых распространявшихся в списках стихотворных обращения — «Послание цензору» (1822) и «Второе послание к цензору» (1824).
В переписке с Вяземским Пушкин обсуждал возможность противодействия цензуре, персонифицированной личностью Бирукова («стыдно, что благороднейший класс народа, класс мыслящий как бы то ни было, подвержен самовольной расправе трусливого дурака. Мы смеемся, а кажется лучше бы дельно приняться за Бируковых»), однако предостерегал его от явного протеста:

Твое предложение собраться нам всем и жаловаться на Бируковых может иметь худые последствия. На основании военного устава, если более двух офицеров в одно время подают рапорт, таковой поступок приемлется за бунт. Не знаю, подвержены ли писатели военному суду, но общая жалоба с нашей стороны может навлечь на нас ужасные подозрения и причинить большие беспокойства… Соединиться тайно — но явно действовать в одиночку, кажется, вернее.
— Пушкин — Вяземскому П. А., март 1823
Тимковский царствовал — и все твердили вслух,

Что вряд ли где ослов найдешь подобных двух;

Явился Бируков, за ним вослед Красовский:

Ну, право, их умней покойный был Тимковский!
А. С. Пушкин, 1824
В то же время, наряду с резко отрицательными дефинициями Пушкина о деятельности Бирукова («Бируков и Красовский невтерпеж были глупы, своенравны и притеснительны», «<…> в последнее пятилетие царствования покойного императора, <…> вся литература сделалась рукописною благодаря Красовскому и Бирукову») известен и благоприятный отзыв: «Бируков, человек просвещенный; кроме его, я ни с кем дела иметь не хочу. Он и в грозное время был милостив и жалостлив. Ныне повинуюсь его приговорам безусловно».
Литераторы подозревали, что цензор выдавал разрешения небеспристрастно. О находившемся с ним в хороших отношениях Фаддее Булгарине А. Е. Измайлов писал: «Булгарин приворожил к себе Бирукова: у него все пропускают, а на него — ничего». По воспоминаниям, К. Ф. Рылееву и А. А. Бестужеву-Марлинскому приходилось «закупать» Бирукова для издания альманаха «Полярная звезда».
Об охранительной деятельности цензора помнили даже спустя шестьдесят лет. В середине 1880-х годов М. Е. Салтыков-Щедрин писал в «Пошехонских рассказах»:

После, однако ж, и до начальства дело дошло: пряники сладки, а сахару не кладут. И распорядилось начальство, чтобы впредь на каждом прянике (на той стороне, где картина) было оттиснуто: «Печатать дозволяется. Цензор Бируков». С тех пор тайность как рукой сняло, но зато и сладости прежней нет.
— Салтыков-Щедрин М. Е. «Пошехонские рассказы»

### «Дело Госснера»
Несмотря на общее недовольство литераторов «расправами» «Бирукова Грозного», на цензора неоднократно поступали доносы за необоснованную выдачу разрешений на издание. В 1824 году Александр Бируков стал одним из многочисленных участников нашумевшего «Дела Госснера», связанного с изданием книги «Дух жизни и учения Иисуса Христа в Новом завете». Автором был немецкий религиозный писатель, миссионер и проповедник мистического толка Иоганн Евангелиста Госснер. Скандал стал ключевым элементом интриги по увеличению влияния консервативного крыла официальной церкви и отстранению от власти министра духовных дел и народного просвещения А. Н. Голицына. Бируков был цензором рукописи, издание которой сопровождалось отступлениями от принятых норм проверки и печати, а в содержании присутствовали расхождения с православным учением и критика официальной церкви. Голицын, покровитель Госснера, был одновременно начальником Бирукова, что предопределяло выдачу разрешения.
Как утверждал в своих воспоминаниях владелец типографии Н. И. Греч, «одобривший эту книгу к напечатанию цензор Александр Степанович Бируков, величайший глупец и подлец», не читал всей рукописи:

— Цензор не виноват: он не читал рукописи и подписал её по воле своего начальства, князя Голицына, Рунича, Попова и прочих.
— Чем вы это докажете? — спросил граф.
— А вот чем; вот стих из Библии: «Иисус ходил… исцеляя всякую болезнь и всякую немощь в людях». В рукописи ошибка: вместо «в людях», написано «в лошадях». Если бы цензор читал её, то непременно поправил бы эту непростительную описку.
— Греч Н. И. «Записки о моей жизни»
А. Бируков вместе с цензором К. К. Полем попал под суд, который продолжался до 1827 года. Отпечатанные книги уничтожили, и пепел приобщили к хранящимся в деле документам. Учитывая предыдущую безупречную службу цензоров, 2 апреля 1827 года Министерством юстиции решено Бирукова и Поля от суда освободить, признав, что злой умысел в их действиях отсутствовал, а книга была пропущена из-за неясности цензурных правил. Пребывание под судом сочли достаточным наказанием для подсудимых. 12 апреля Кабинет министров утвердил это решение. Император Николай I разрешил не указывать пребывание под судом в формулярных списках Бирукова и Поля, однако приказал уволить проштрафившихся цензоров со службы и впредь по части цензуры не назначать.